# Гречишкіна Анна Анатоліївна
Гречишкіна Анна Анатоліївна — українська мотомандрівниця, громадська діячка, рекордсменка.

### Біографія
Народилася 9 жовтня 1979 в м. Києві. По закінченню Київської гімназії № 153 в 1996 р. вступила до Київського Державного Лінгвістичного Університету на факультет англійської мови та літератури.
2002–2004 — навчалася в Коледжі ім. Гранта МакЮена (Едмонтон, Канада) та Міжнародному Інституті Бізнесу (Київ, Україна).
1998–2002 — працювала перекладачем технічної літератури на Київському державному авіаційному заводі «АВІАНТ» та в Українському Науково-дослідному інституті авіаційної технології.
2002–2010 — працювала за фахом управління персоналом, в тому числі у банківській сфері з 2005 по 2010 рр.
У 2011 працює в МБФ «Міжнародний Альянс з боротьби з ВІЛ/СНІД в Україні», згодом вирушає в подорож до Індії. Після подорожі займається винятково підготовкою до навколосвітньої подорожі.

### Подорожі
З 2005 р. Анна захопилася їздою на мотоциклах. За 2007–2012 рр. на мотоциклі вона відвідала країни пострадянського простору, Європи, Кавказу, Близького Сходу та Індію. Низку подорожей вона здійснила наодинці.
У 2009 р. Анна стала першою дівчиною в Україні, яка виконала норматив «Saddle Sore 1000» («Залізна сідниця 1000»), проїхавши 1900 км впродовж однієї доби за маршрутом «Київ — Полтава — Харків — Запоріжжя — Мелітополь — Миколаїв — Одеса — Київ», .

### Громадська діяльність
З 2010 р. Анна є членом Національної Асоціації Мотоциклістів України (НАМУ), в якій очолила соціальне спрямування діяльності мотоциклістів.
Тоді ж з її ініціативи створюється соціальна програма «MotoSave — врятуємо усмішки!», основним завданням якої є допомога дитячим будинкам, будинкам пристарілих, іншим соціально незахищеним верствам населення. Акцент ставиться не на фінансовій, а на емоційно-психологічній складовій допомоги.
Учасники програми ставлять за мету регулярне відвідування дитячих будинків з розважально-виховними програмами, проведення благодійних акцій, спрямованих на привернення уваги громадськості до соціальних проблем, співпрацю з іншими громадськими організаціями та проведення спільних заходів.
У 2012 році Анна вступила до Пласту - Національної скаутської організації України, щоб розширити можливості роботи з дітьми.

### Жіноча одиночна навколосвітня подорож на мотоциклі «I have a dream»
З травня 2012 розпочалася підготовка, а вже 27 липня 2013 року Анна стартувала в одиночну навколосвітню подорож на мотоциклі. Вона мала намір протягом двох років, з липня 2013 по липень 2015 р., відвідати Євразію, Австралію, Північну і Південну Америки, Африку і проїхати в загальному понад 100 тисяч кілометрів.
Станом на лютий 2022 року Анна проїхала понад 70 країн та подолала понад 400 000 км. 24.02.2022 Анна перервала свою мотоподорож, щоб взяти участь у захисті своєї Батьківщини від російської агресії.